# Satoshi
Vlad Sabajuc (n. 13 septembrie 1998, Cahul, raionul Cahul, Republica Moldova), cunoscut sub numele de scenă Satoshi, este un cântăreț și compozitor din Republica Moldova.

## Biografie
Vlad Sabajuc s-a născut la 13 septembrie 1998 în Cahul, Republica Moldova. Acesta este pasionat de muzică din copilărie.  Pasiunea sa pentru muzică s-a manifestat încă din copilărie, începând să compună în clasa a șaptea și învățând autodidact să cânte la tobe. În anul 2019,acesta lansează proiectul muzical Satoshi. La începutul anului 2022, Satoshi a semnat cu casa de discuri Versus Artist din cadrul BR Media Group. A studiat la Academia de Muzică, Teatru și Arte Plastice.

## Discografie

### Melodii
- Cad În Sus (2020)
- Origini (2020)
- Sunt (2020)
- EDEN (2020)
- EST (2021)
- Căldură Pe Dos (2021)
- UNMATURMAN (feat. MAHAYA) (2021)
- Foaie Verde (2021)
- RUSH (2022)
- I Love You (feat. Prima Dragoste) (2022)
- Venice Beach (2022)
- Mama Mi-a Spus (2022)
- Dragostea Mare (2022)
- N-avem Scuze (2023)
- Asta-i Situația (2023)
- Am Venit (2023)
- Căștile Mele (2023)
- Noaptea Pe La 3 (feat. Carla's Dreams) (2023)
- Dansăm (2023)
- Atâta Pot (2023)
- Unde Verile (2023)
- Lucruri Noi (2023)
- Semafoare (2023)
- Singur (2023)
- Ochii (2023)
- În Ce Moment Te-am Întrebat (2024)
- Diferențe (2024)
- Bate, Vântule (feat. Irina Rimes) (2024)
- Soarele Răsare Din Nou (2024)
- Cel Mai Probabil (2024)
- Am Un Frate (2024)
- Sari (2024)
- Strigă (2024)
- Siluete (2024)
- Cum Se Întâmplă (2024)
- Oi Boy (2024)
- U La La (2024)
- Cu Cine Ții (2024)
- Următoarea Întrebare (2024)
- Faruri (2024)
- De partea ta (2025)

### Albume
- RUSH (2022)[1]
- +373 (2024)[1]
- SPORT ALBUM (2024)
- MINIM EFORT (2025)[5]

### Interviuri
- Interviu cu Satoshi
- Interviu cu Satoshi
- Interviu cu Satoshi
- Interviu cu Satoshi